# واتر اورتون
longitudeواتر اورتونlatitudeواتر اورتون
واتر اورتون (به انگلیسی: Water Orton) یک روستا در بریتانیا است که در انگلستان واقع شده‌است.

## خصوصیات
واتر اورتون ۳٬۵۷۳ نفر جمعیت دارد.